# Jelisaweta Tschernyschowa
Jelisaweta Tschernyschowa (russisch Елизавета Чернышова; englisch Yelizaveta Chernyshova; * 26. Januar 1958 in Nischni Tagil, RSFSR, Sowjetunion) ist eine ehemalige russische Hürdenläuferin, die sich auf die 100-Meter-Distanz spezialisiert hat. Für die Sowjetunion startend wurde sie 1989 Hallenweltmeisterin über 60 m Hürden.

## Sportliche Laufbahn
Jelisaweta Tschernyschowa startete 1989 bei den Hallenweltmeisterschaften in Budapest und siegte dort in 7,82 s im 60-Meter-Hürdenlauf. Nach dem Zerfall der Sowjetunion wurde sie 1991 erste Russische Meisterin im 100-Meter-Hürdenlauf und beendete dann im selben Jahr ihre aktive sportliche Karriere.

## Persönliche Bestzeiten
- 100 m Hürden: 12,68 s (+1,1 m/s), 10. Juni 1989 in Wolgograd
  - 60 m Hürden (Halle): 7,82 s, 5. März 1989 in Budapest